# Dragqueen

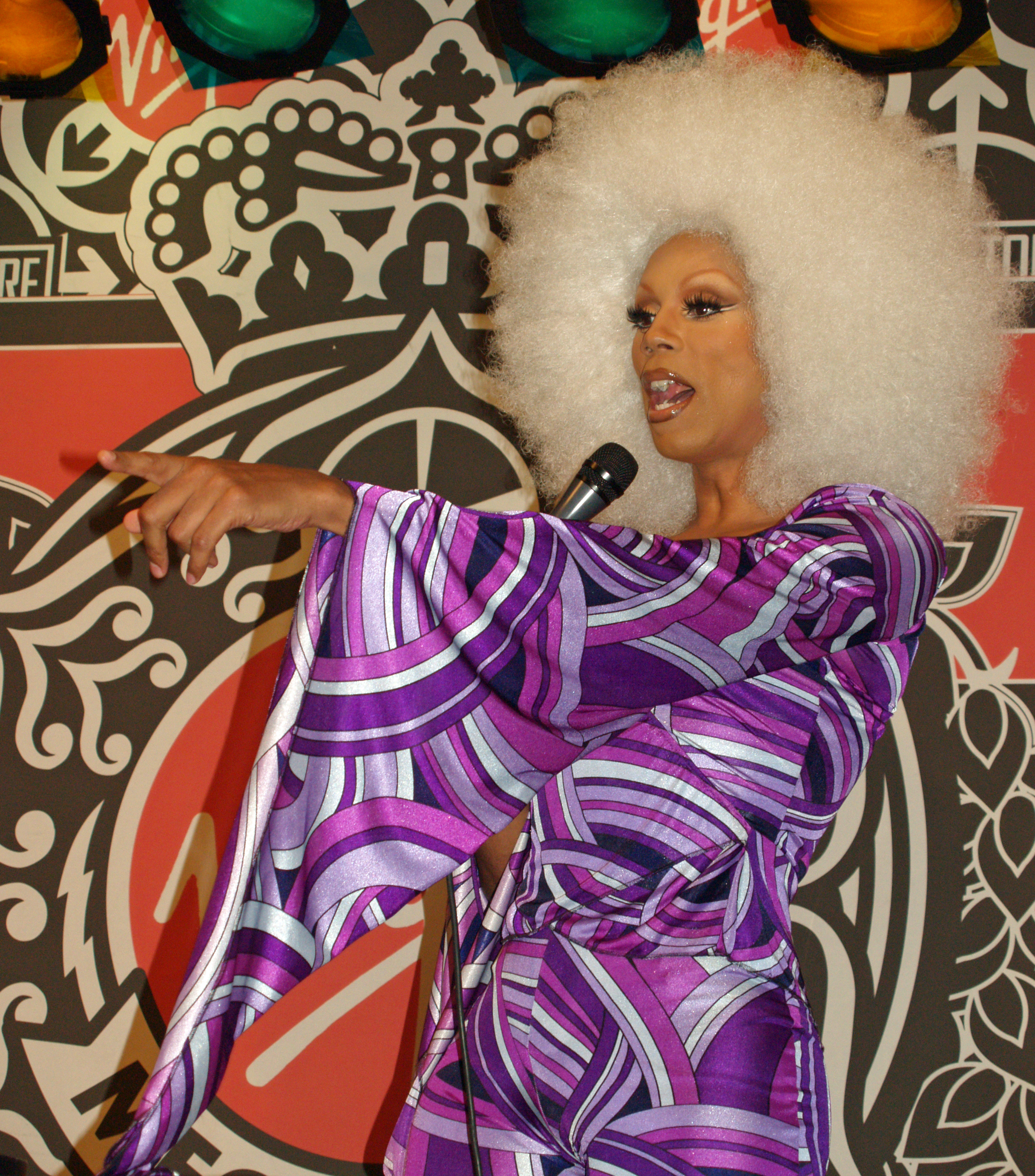
RuPaul

Eine Dragqueen ist eine Person (häufig ein Mann), die in künstlerischer oder humoristischer Absicht durch Aussehen und Verhalten eine Frau darstellt.
Eine Dragqueen hat eine weibliche Identität mit eigenem „Drag-Namen“. Sie unterscheidet sich von einem Travestie-Künstler in der Hinsicht, dass dieser in verschiedene Frauenrollen schlüpft, und von einer Tunte durch ihre Betonung glamouröser, divenhafter Weiblichkeit. Dabei sind die Übergänge fließend, es gibt auch Kombinationen. Dragqueens können zeitweise eine Frau darstellen, sich aber weiterhin als Mann definieren. Damit unterscheiden sich Dragqueens von Transgender-Personen, deren psychische Geschlechtsidentität nicht mit dem ihnen bei der Geburt zugewiesenen Geschlecht übereinstimmt.

## Gängige Beschreibung
Eine Dragqueen trägt meist glamouröse weibliche Kleidung, kunstvolles Makeup, Schuhe mit hohen Absätzen und ausladende Perücken. Dragqueens sind vornehmlich in der Schwulenszene der Großstädte zu finden. Bei politischen Umzügen und Festen wie dem Christopher Street Day treten Dragqueens auch für die szenefremde Bevölkerung in Erscheinung.
Viele Dragqueens sehen in ihrem Auftreten ein sozialpolitisches Statement: Sie möchten der Gesellschaft aufzeigen, dass es innerhalb des heteronormativen bipolaren Geschlechtersystems (Mann-Frau) auch eine Art drittes Geschlecht gibt. Somit sind viele Dragqueens der Vergangenheit und Gegenwart nicht nur schrille Diskoqueens, sondern fungieren als Galionsfigur in der Homosexuellenbewegung.
Das Gegenstück – eine Person (häufig eine Frau), die einen Mann darstellt – ist ein Dragking.

## Abwandlungen
Einige Drag-Performer haben sich bewusst gegen glamouröse Outfits und reine Unterhaltungs-Darbietungen auf der Bühne entschieden. Dieses Phänomen machte sich vor allem ab Anfang der 1980er Jahre bemerkbar, einhergehend mit der AIDS-Krise, die die Szene politisierte. Den sogenannten Polit-Tunten, wie sie sich selber nennen, geht es vor allem darum, auf soziale und politische Missstände hinzuweisen sowie Geld für soziale Projekte zu sammeln. Eine der ersten und bekanntesten Polit-Tunten war Ovo Maltine, die wie die gesamte Szene durch den Rosa-von-Praunheim-Film Tunten lügen nicht (2002) einem größeren Publikum bekannt geworden ist.

## Etymologie
Der Begriff Dragqueen entstand vermutlich um 1900 aus dem britischen Slang und beschrieb effeminierte Homosexuelle in weiblicher Kleidung. Etwas später gesellte sich der Begriff Dragking als Bezeichnung für meist lesbische Frauen in typisch männlicher Kleidung hinzu.
Früher war mancherorts Frauen das Auftreten auf Bühnen verboten; Schauspieler verkleideten sich bei Bedarf als Frauen. Laut einer Legende schrieb William Shakespeare an den Rand seiner Bühnenanweisungen Drag, wenn ein Mann als Frau verkleidet auftreten sollte. Deshalb wird der Begriff „Drag“ oft noch als „dressed as a girl“ (etwa: „als Mädchen gekleidet“) interpretiert.
Als wahrscheinlicher gilt die Definition des englischen Wortes „drag“ als „schleppen“ wegen der Schleppe an langen Kleidern. Im Englischen hat sich (anspielend auf die oft sehr aufwändigen Kostüme und das auffällige Makeup) der Begriff „doing drag“ als Bezeichnung für jemanden eingebürgert, der mit der Kleidung seine Geschlechterrolle wechselt.

## Bekannte Dragqueens (Auswahl)

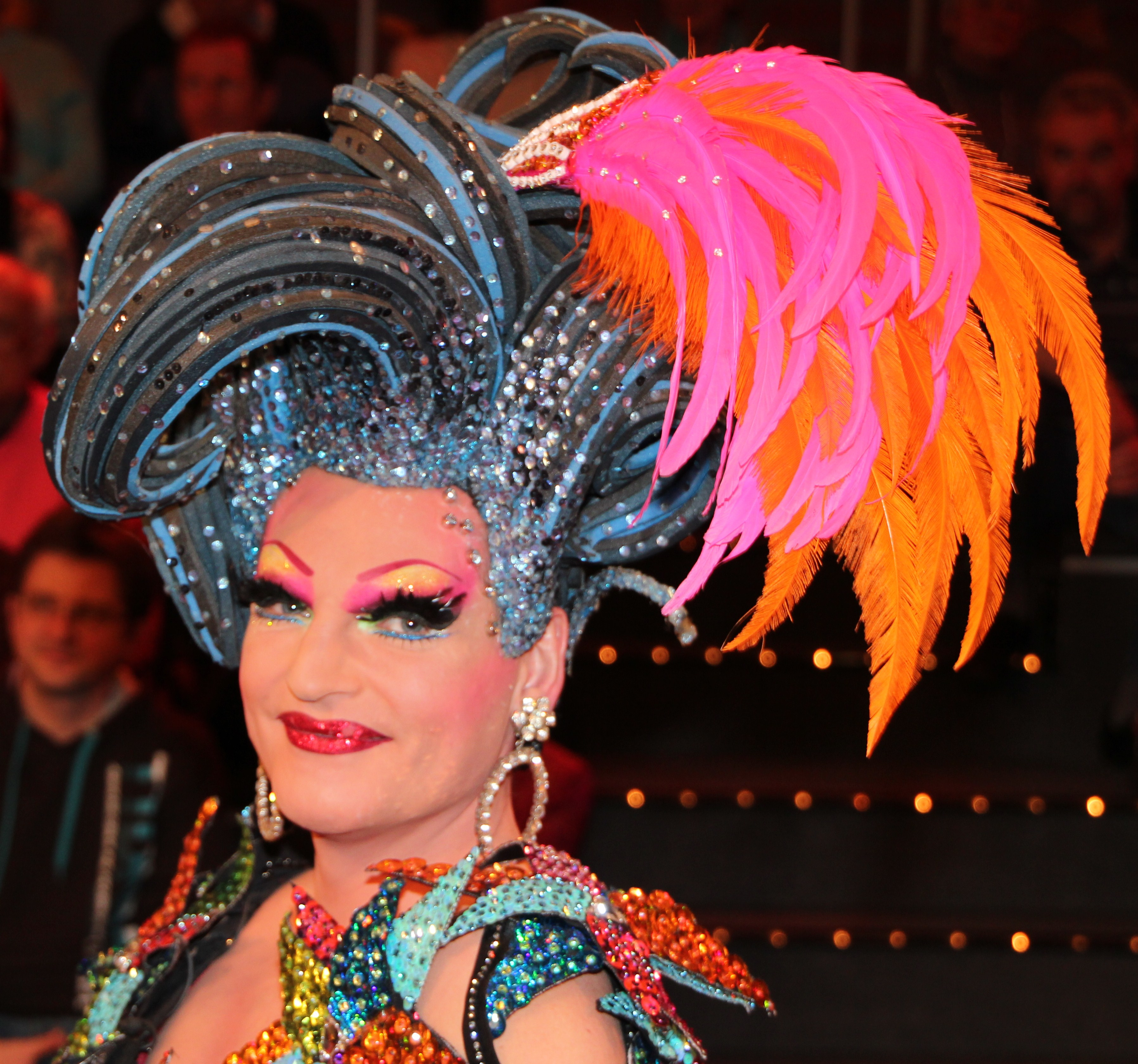
Olivia Jones

### Deutschland

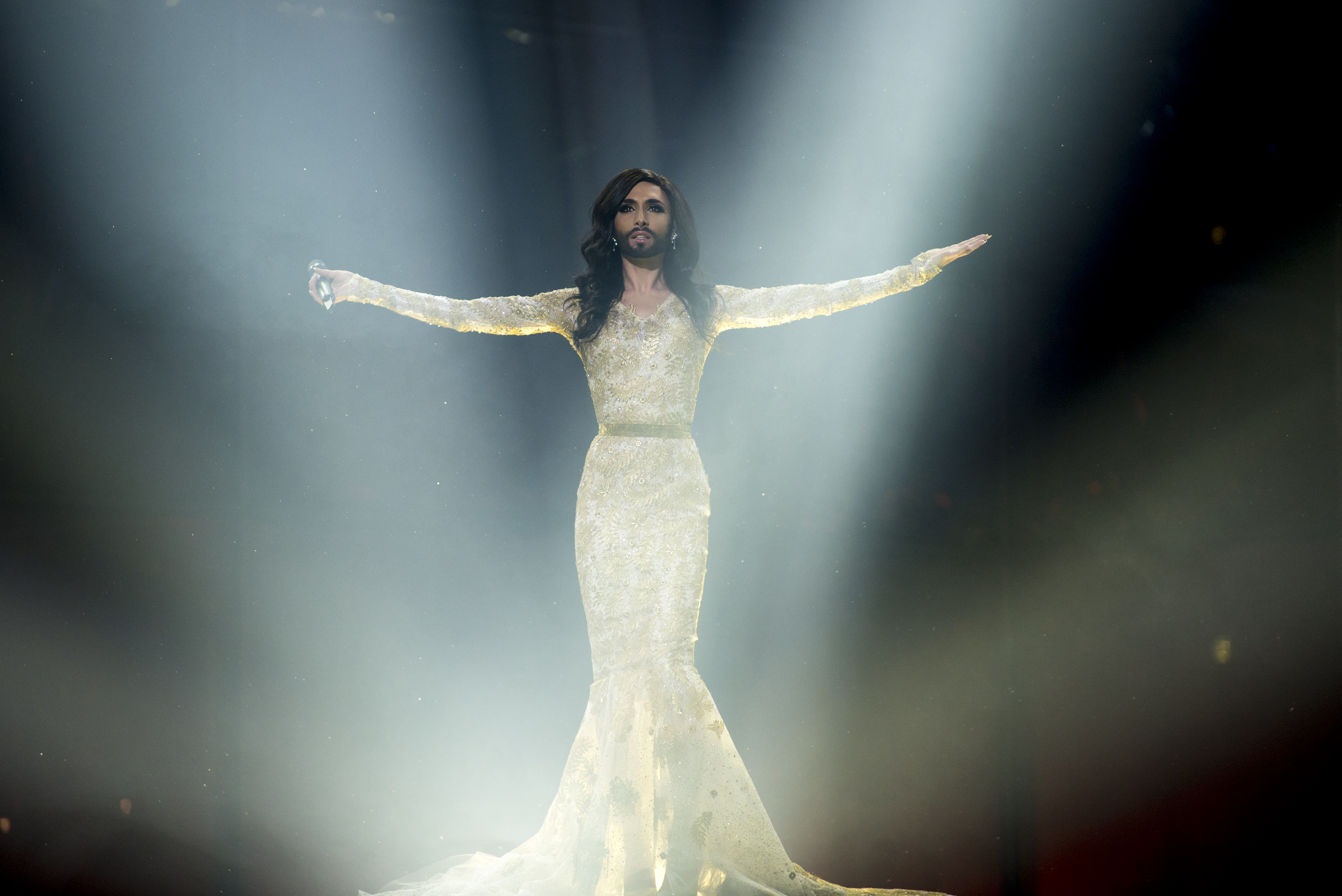
Conchita Wurst

- Olivia Jones
- Georg Preuße alias Mary Morgan
- Reiner Kohler alias Gordy Blanche
- Lilo Wanders
- Betty BBQ
- Nina Queer
- Juwelia
- Freifrau von Kö
- Frl. Wommy Wonder
- Marcella Rockefeller
- Uschi Unsinn
- Barbie Breakout

### Österreich

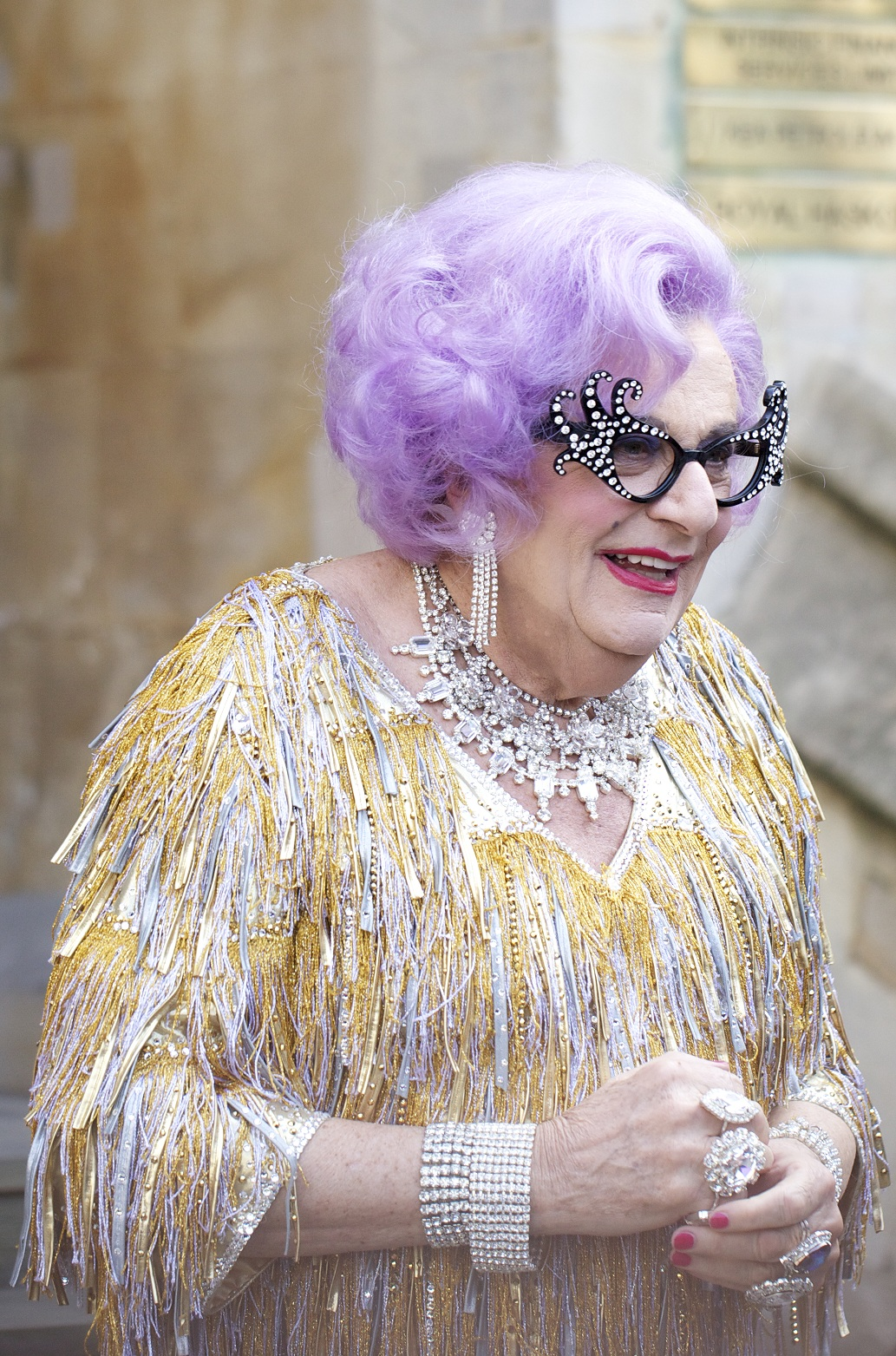
Barry Humphries als Dame Edna

- Miss Candy
- Conchita Wurst
- Tamara Mascara
- Pandora Nox

### International
- Alyssa Edwards
- Bianca Del Rio
- Billy More
- Bob Lockwood
- Candy Darling
- Charles Pierce
- Chi Chi LaRue
- Courtney Act
- Dame Edna Everage
- Danny La Rue
- Divine
- Lily Savage
- Miss Coco Peru
- Pabllo Vittar
- Panti Bliss
- Raven
- Ricky Renée
- RuPaul
- Shangela Laquifa Wadley
- Sorelle Marinetti
- Taylor Mac
- Vaginal Davis
- Verka Serduchka
- Vladimir Luxuria

## Kinofilme mit Dragqueens
- 1968: Flesh mit Candy Darling als Candy
- 1972: Pink Flamingos mit Divine als Babs Johnson
- 1975: The Rocky Horror Picture Show mit Tim Curry als Frank N. Furter
- 1978: Ein Käfig voller Narren u. a. mit Michel Serrault als Albin Mougeotte
- 1980: Noch ein Käfig voller Narren u. a. mit Michel Serrault als Albin Mougeotte
- 1981: Polyester mit Divine als Francine Fishpaw
- 1982: Victor/Victoria mit Julie Andrews als Victoria Grant / Victor Grezhinski
- 1983: Stadt der verlorenen Seelen  mit Angie Stardust und Tara O’Hara als sie selbst
- 1985: Ein Käfig voller Narren – Jetzt wird geheiratet u. a. mit Michel Serrault als Albin Mougeotte
- 1988: Hairspray mit Divine als Edna Turnblad
- 1988: Das Kuckucksei mit Harvey Fierstein (Arnold), Ken Page (Murray / Marsha Dimes), Charles Pierce (Bertha Venation), Axel Vera (Marina Del Ray)
- 1994: Priscilla – Königin der Wüste mit Terence Stamp (Bernadette Bassenger), Hugo Weaving (Mitzi Del Bra) und Guy Pearce (Felicia Jollygoodfellow)
- 1995: To Wong Foo, thanks for Everything, Julie Newmar mit Patrick Swayze (Vida Boheme), Wesley Snipes (Noxeema Jackson) und John Leguizamo (Chi-Chi Rodriguez)
- 1996: I Shot Andy Warhol mit Stephen Dorff als Candy Darling
- 1996: The Birdcage – Ein Paradies für schrille Vögel u. a. mit Nathan Lane als Albin (US-amerikanische Version von Ein Käfig voller Narren)
- 1999: Makellos mit Philip Seymour Hoffman als Rusty Zimmerman
- 1999: Trick mit Clinton Leupp als Miss Coco Peru
- 2001: Sweet November mit Michael Rosenbaum als Brandy
- 2002: Mister Sister – Eine Drag Queen in der Liga mit Miguel A. Nunez junior als Juwanna Mann
- 2004: Connie und Carla mit Nia Vardalos (Connie), Toni Collette (Carla), Stephen Spinella (Robert / Peaches), Alec Mapa (Lee / N’Cream), Chris Logan (Brian / Brianna)
- 2005: Kinky Boots – Man(n) trägt Stiefel mit Chiwetel Ejiofor als Lola
- 2014: Dunkler als die tiefste Nacht mit Davide Capone als Davide, Davide Cordova als Louvre
- 2015: Viva mit Héctor Medina als Jesús
- 2015: Eskimo Diva mit Nuka Bisgaard
- 2020: Stage Mother
- 2021: Dancing Queens
- 2021: Swan Song
- 2021: Cruella mit John McCrea als Artie
- 2021: Everybody’s Talking About Jamie mit Max Harwood als Jamie New
- 2023: Unicorns
- 2024: Layla
- 2024: The Bearded Mermaid

Neben den Filmen, in denen Dragqueens dargestellt werden, gibt es auch noch Filme, in denen sich Männer zwar als Frauen verkleiden, jedoch ohne dass damit Dragqueens dargestellt werden sollen. Einige Beispiele sind:
- 1956: Charleys Tante mit Heinz Rühmann als Dr. Otto Dernburg / Charleys Tante
- 1959: Manche mögen’s heiß mit Tony Curtis als Joe / Josephine und Jack Lemmon als Jerry / Daphne
- 1961: Unsere tollen Tanten
- 1963: Unsere tollen Nichten
- 1963: Charleys Tante mit Peter Alexander als Dr. Otto Wilder / Charleys Tante
- 1964: Unsere tollen Tanten in der Südsee
- 1970: Wenn die tollen Tanten kommen
- 1971: Tante Trude aus Buxtehude
- 1971: Die tollen Tanten schlagen zu
- 1982: Tootsie mit Dustin Hoffman als Michael Dorsey / Dorothy Michaels
- 1993: Mrs. Doubtfire – Das stachelige Kindermädchen mit Robin Williams als Daniel Hillard / Mrs. Euphegenia Doubtfire

## Dokumentationen
- 1990 Paris is Burning – umstrittene, aber extrem einflussreiche Dokumentation über die New Yorker Ballroom Szene der 1980er Jahre.
- 2014: Gardenia – Bevor der letzte Vorhang fällt (Before the Last Curtain Falls) – Dokumentation über eine Gruppe schwuler und transsexueller Travestiekünstler zwischen 60 und 70 Jahren, die mit der Show „Gardenia“ einen großen Erfolg erleben; sie touren mit der Show über zwei Jahre.
- 2021: Maisie – Dokumentation über das Leben und die Karriere des 88-jährigen Travestiestars David Raven, der bereits seit über 50 Jahren als Dragqueen Maisie Trollette auftritt.
- 2024 Avant-Drag! – Dokumentation über eine Gruppe von Drag Artists in Athen.

## Fernsehserien mit Dragqueens
- Queen Sylwester kehrt zurück (Królowa) (Polen 2022, 4 Episoden in 1 Staffel)
- RuPaul’s Drag Race (2009-)

## Musikvideos mit Dragqueens
- 1979: Hell on Wheels (Promo Video) von Cher
- 1984: I Want to Break Free von Queen
- 1994: Hey Now! (Girls Just wanna Have Fun) von Cyndi Lauper
- 1995: I will Survive von Diana Ross
- 2000: Bathwater von No Doubt
- 2005: Tripping von Robbie Williams
- 2006: Listen Up! von The Gossip
- 2007: She's Madonna von Robbie Williams
- 2008: Morning after Midnight von Adam Green
- 2008: Hot 'n' Cold von Katy Perry
- 2009: Covergirl (put the bass in your walk) von RuPaul
- 2009: I Gotta Feeling von The Black Eyed Peas
- 2009: I like von Keri Hilson
- 2010: Get Away With Murder von Jeffree Star
- 2010: Beauty Killer von Jeffree Star
- 2010: Like A Lady von Monrose
- 2010: Take It Off (K$ n' Friends Version) von Kesha
- 2011: Freak Of Nature von Chris Crocker
- 2012: Prom Night! von Jeffree Star
- 2013: Love To My Cobain von Jeffree Star
- 2014: Rise Like a Phoenix von Conchita Wurst, Siegerlied des Eurovision Song Contest 2014
- 2017: Power von Little Mix
- 2019: Zick, Zack, Zwiebel von Betty BBQ feat. PARTYTIER